# Vojiszlavci
Vojiszlavci (macedónul: Војиславци) település Észak-Macedóniában, a Délkeleti körzetben, a Radovisi járásban.

## Népesség
| Lakosok száma | 576  | 571  | 711  | 784  | 802  | 801  | 798  | 796  | 592  |
|               | 1948 | 1953 | 1961 | 1971 | 1981 | 1991 | 1994 | 2002 | 2021 |

- 2002-ben 796 lakosa volt, akik mindannyian macedónok.